# Юозас Олекас
Юозас Олекас (лит. Juozas Olekas; нар. 30 жовтня 1955, Красноярський край, Росія) — литовський лікар, громадський діяч і політик. Міністр охорони здоров'я (1990–1992, 2003–2004), міністр оборони (2006–2008, 2012-2016).

## Біографія
Народився у литовській сім'ї, засланої окупаційним режимом СССР до Красноярського краю. 1980 закінчив медичний факультет Вільнюського університету, до 1976 навчався у Каунаському медичному університеті. 1987 отримав ступінь доктора медицини.
1980–1990 працював у лікарні Червоного Хреста у Вільнюсі, а у 1982–1989 був старшим науковим співробітником Лабораторії мікрохірургії Університету Вільнюса.
З 1988 брав участь у Саюдісі. 1989 обраний депутатом Верховної ради СССР. 1989–1990 був делегатом Литовської РСР до Верховної ради СССР. З 1990 по 1992 обіймав посаду міністра охорони здоров'я.
1992 повернувся до медичної професії. За рік він став старшим науковим співробітником Клініки пластичної хірургії Вільнюського університету і керівником кафедри пластичної хірургії та травматології Лікарні швидкої медичної допомоги у Вільнюсі. З 1994 по 1997 він був головним лікарем в Університетській клініці «Жальгіріс». У 1994–1999 він працював асистентом, а з 1999 доцентом на кафедрі стоматології медичного факультету Вільнюського університету. У період 1994–2004 він був викладачем Вільнюського університету.
З 1989 року є членом Литовській соціал-демократичної партії (ЛСДП), у 1999–2003 він був її віце-головою. З 1996 року входить до Сейму. У 1996–2000 він був заступником лідера парламентської фракції ЛСДП, а з 2001 по 2003 — лідером фракції Соціал-демократичної коаліції (ЛСДП-ДППЛ-СРЛ). У 2004–2006 він був лідером фракції ЛСДП.
З 2003 по 2004 обіймав посаду міністра охорони здоров'я в уряді Альгірдаса Бразаускаса. 12 липня 2006 він був призначений міністром оборони в уряді Ґядімінаса Кіркіласа.
На парламентських виборах у 2008 році знову отримав мандат депутата за списком Соціал-демократичної партії, переобраний у 2012 році.
13 грудня 2012 він повернувся на посаду міністра оборони в уряді Альгірдаса Буткявічюса.
Він брав участь у різних громадських організаціях, у тому числі, з 1988 року був президентом Міжнародної асоціації мікрохірургії, у 1993–1996 — президентом Балтійського інституту громадського здоров'я, 1996–2000 — віце-президентом Комітету ЮНІСЕФ Литви. Член Ротарі Клубу у Вільнюсі з 1990 року. Він був членом редколегій медичних журналів.
Одружений, має двох доньок. На Прикарпатті (Україна) у нього живуть двоюрідні брати.